# Одобон Парк (Кентаки)
Одобон Парк (енгл. Audubon Park) град је у америчкој савезној држави Кентаки.

## Демографија
По попису из 2010. године број становника је 1.473, што је 72 (-4,7%) становника мање него 2000. године.
| Група             | 2000.         | 2010.         |
| Белци             | 1.511 (97,8%) | 1.419 (96,3%) |
| Афроамериканци    | 4 (0,3%)      | 19 (1,3%)     |
| Азијати           | 7 (0,5%)      | 4 (0,3%)      |
| Хиспаноамериканци | 8 (0,5%)      | 20 (1,4%)     |
| Укупно            | 1.545         | 1.473         |